# 姜逢元
姜逢元（1582年—？），原名姜一廉，字元肅、仲讱，号箴勝，室號业肃斋。浙江余姚县（今宁波余姚市）人，明朝书法家、東林黨政治人物。

## 生平
姜逢元考中万历二十八年（1600年）庚子科舉人，四十一年（1613年）癸丑科三甲196名进士，改翰林院庶吉士，四十四年五月授翰林院检讨，丁父忧。天啓元年（1621年）五月復除原职，充经筵展書官，编纂六曹章奏，充实录纂修官，二年四月管理文官诰敕，七月迁国子监司业，充经筵讲官，三年二月升右春坊右中允兼翰林院编修，十一月升左谕德兼侍讲，五年七月升少詹事，补经筵讲官。因忤魏忠贤，六年三月假以他事，革职閑住。
崇祯初起復原职，三年（1630年）十二月以神宗宝訓、实录纂修完成，升礼部左侍郎，加服俸一级。累官礼部尚书，“与枚卜者九，終不用”，崇祯九年致仕。曾加太子太傅，充日讲官，给太子授课。逝世于家乡余姚。姜逢元擅长书法，尤擅行草，当世人都珍为墨宝。
魏忠贤擅权时，发起纂修《三朝要典》，实为“假阉竖之权，役史臣之笔，未易代而有编年，不直书而加议论”。魏忠贤命令时任詹事府詹事的姜逢元为《三朝要典》副总裁。姜逢元在撰修之时，常常搁笔慨叹。魏忠贤早上听姜逢元的叹息声，晚上就将他赶走，命令他在家闲住。

## 著作
- 《禹贡详节》
- 《宗伯公集选》

## 代表作品
- 今存姜逢元《草书纪游诗册》，是明代行草书的代表作。
- 姜逢元《草书唐人诗》
- 姜逢元《草书诗扇面》
- 姜逢元《行書七絕詩軸》
- 姜逢元《行草五律诗轴》
- 姜逢元《草书五言诗扇面》

## 家族
曾祖姜應期，生员。祖父姜子羔，父姜镜，礼部郎中。母胡氏，封安人。弟姜一洪，万历四十四年进士。